# 二道河 (霍城)
二道河也称小西沟，位于中华人民共和国新疆维吾尔自治区伊犁哈萨克自治州霍城县境内的一条河流，伊犁河右岸支流。发源于天山支脉别珍套山东段余脉南麓科台克提达坂附近，先自源头由东北向西南流约18千米后折向南流，约14千米后于大西沟乡上大西沟村三组以北出山口。进入冲洪积平原后，河水大量被引入两岸灌区，水流分散，呈渠系化。干流向南经过大西沟乡、清水河镇和二道河水库，然后流经阿克图拜沙漠西缘，于兰干乡五一牧场村阿克吐拜牧业队（阿克图伯）西南汇入伊犁河。河流全长76千米，流域面积270平方千米。